# Camocim de São Félix
Camocim de São Félix is een gemeente in de Braziliaanse deelstaat Pernambuco. De gemeente telt 16.574 inwoners (schatting 2009).
De gemeente grenst aan Sairé, Barra de Guabiraba, Bezerros, Caruaru, São Joaquim do Monte en Bonito.